# Боа Гијом
Боа Гијом (фр. Bois-Guillaume) насеље је и општина у северној Француској у региону Горња Нормандија, у департману Приморска Сена која припада префектури Руан.
По подацима из 1999. године у општини је живело 11 968 становника, а густина насељености је износила 1352 становника/km². Општина се простире на површини од 8,85 km². Налази се на средњој надморској висини од 167 метара (максималној 171 m, а минималној 52 m).

## Демографија
| 1962. | 1968. | 1975. | 1982. | 1990.  | 1999.  | 2009.  |
| ----- | ----- | ----- | ----- | ------ | ------ | ------ |
| 7.253 | 8.782 | 9.590 | 9.323 | 10.159 | 11.968 | 12.872 |

График промене броја становника у току последњих година